# レンブラントホテル大分
レンブラントホテル大分（レンブラントホテルおおいた）は、大分県大分市田室町にあるホテルである。レンブラントホテルホールディングスが運営する。

## 概要
JR日豊本線大分駅から東側に徒歩約8分の国道210号沿いに位置する。
1991年9月に大分東洋ホテルとして開業。2000年に日本航空グループのJALホテルズと提携し、ニッコーホテルズインターナショナル大分東洋ホテルとして営業していたが、2006年5月に契約満了に伴い提携を解消。
2009年5月にコンサルティング会社のホテルバリュー・アドバイザーズが経営権を取得したが、2011年12月1日にジャパンニューアルファ傘下のレンブラントホテルホールディングスが全株式を取得。2012年4月1日に大分東洋ホテルからレンブラントホテル大分に名称を変更した。レンブラントホテル・ブランドとしては、レンブラントホテル厚木（旧厚木ロイヤルパークホテル）に続き、2店舗目となる。

## 施設概要
- 地上14階・地下1階
- 敷地面積 - 8,571.85m2
- 延床面積 - 17,005.28m2
- 客室 - 144室
  - シングル - 20室
  - ダブル - 42室
  - ツイン - 78室
  - 和室 - 1室
  - スイート - 3室
- 主要施設
  - レストラン（和食・鉄板焼・バー・バイキング）
  - 宴会場
  - 会議室
  - フィットネスクラブ
- 駐車場 - 200台

## アクセス
- 鉄道
  - JR九州大分駅上野の森口(南口)から、徒歩約8分。タクシー約5分。
- 自動車
  - 大分自動車道大分ICから約5分
  - 国道210号大道北交差点から南約500m。